# Второй шведский крестовый поход
Второй шведский крестовый поход (швед. Andra svenska korståget) — военная экспедиция шведов под предводительством ярла Биргера в Финляндию в 1240—1250 годах против языческого племени емь, осложнённые столкновениями с Новгородской республикой.

## История
В декабре 1237 года, когда началось разорительное монгольское нашествие на Русь, римский папа Григорий IX провозгласил второй крестовый поход в Финляндию (вторично после призыва 1232 года), а в июне 1238 года датский король Вальдемар II и магистр Тевтонского ордена Герман Балк договорились о разделе Эстонии и военных действиях против Руси в Прибалтике при участии шведов.
В июле 1240 года шведский флот во главе с Ульфом Фаси вошёл в Неву с целью захвата Ладоги в устье Волхова и занял выжидательную позицию (ливонский поход на Русь начался лишь в августе). Новгородский князь Александр Ярославич силами своей дружины и успевшего лишь частично собраться ополчения атаковал шведский лагерь и одержал победу (15 июля). В составе войск, участвовавших в Ледовом побоище (1242), немецкими хрониками упомянуто войско короля (вероятнее всего датского).
В 1248 году Биргер стал ярлом и в 1249—1250 годах окончательно покорил емь, основав крепость Тавастгус в её землях, тем самым выйдя на границы Новгородской земли в Карелии. Столкновения с новгородцами носили частный характер.

## В историографии
В российской историографии, в которой как правило событиям 1240 года придаётся большее значение, чем в западной, первым шведским крестовым походом называют именно их, при этом относя поход Биргера 1249 года, аналогично западной историографии, ко второму шведскому крестовому походу. Между тем Невскую битву 1240 года, в частности, профессор Копенгагенского университета Джон Линд относит ко второму крестовому походу. В скандинавских источниках упоминания о крупном поражении нет, хотя в 1240 году действительно состоялся поход на Русь небольшого скандинавского отряда (в рамках крестового похода в Финляндию).